# Emil Fabritius
Ernst Emil Fabritius, född 23 december 1874 i Helsingfors, död 15 juni 1949 i Helsingfors, var en finländsk arkitekt. 
Fabritius avlade examen vid Polytekniska institutet i Helsingfors 1900 och studerade även musik i Berlin samt arkitektur i München. I samarbete med Valter Jung ritade han bland annat Sedmigradskys barnträdgård i Kronohagen (1903) och evangelisk-lutherska församlingarnas byggnad vid Bulevarden (1915). Han deltog som skytt i Olympiska sommarspelen 1912.